# Kadambini Ganguly

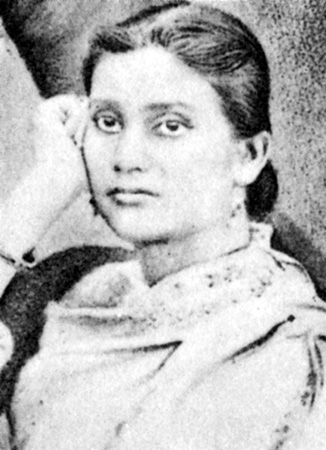
Kadambini Ganguly

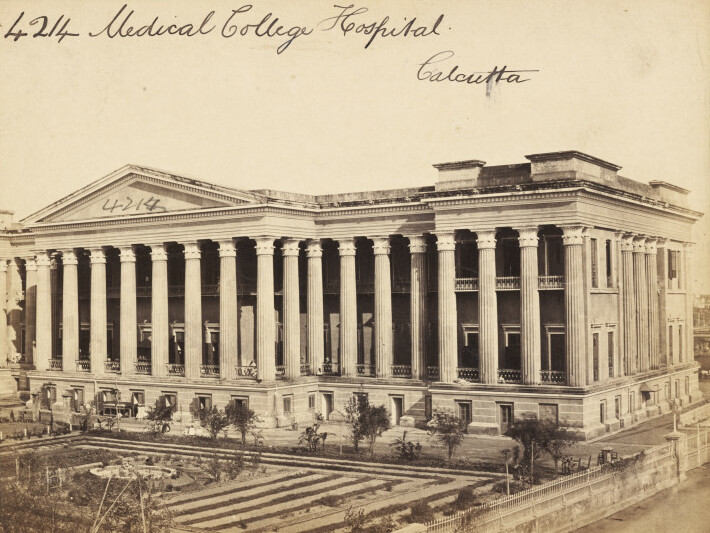
Das Medical College Hospital in Kalkutta (ca. 1850–1870)

Kadambini Ganguly, geborene Basu, (bengalisch কাদম্বিনী গাঙ্গুলি Kādambinī Gāṅguli; geboren 18. Juli 1862 in Bhagalpur; gestorben 3. Oktober 1923 in Kalkutta) war eine indische Medizinerin. Sie war neben Anandi Gopal Joshi die zweite indische Ärztin mit einer Ausbildung in westlicher Medizin in Indien sowie im gesamten British Empire.

## Biographie
Kadambini Basu wuchs in Barishal (heute in Bangladesch) auf. Ihre höherkastige Familie zählte zu den sogenannten Bhadralok, einer bürgerlichen Oberschicht, die sich während der britischen Kolonialzeit in Indien gebildet hatte, und war von der bengalischen Renaissance beeinflusst. Ihr Vater, Braja Kishore Basu, war ein führendes Mitglied der hinduistischen Reformorganisation Brahmo Samaj. Er war Schulleiter und engagierte sich für die Emanzipation von Frauen. 1863 war er Mitbegründer der Bhagalpur Mahila Samiti, der ersten Frauenorganisation in Indien.
Basu begann ihre Ausbildung an der Bang Mahila Vidyalaya, einem College für Frauen in Kalkutta, die sie 1881 abschloss. 1883, im Alter von 21 Jahren, heiratete Kadambini Basu ihren Lehrer und Mitbegründer der Banga Mahila Vidyalaya, Dwarakanath Ganguly (1844–1898), ein ebenfalls prominentes Brahmo-Samaj-Mitglied, der 17 Jahre älter war als sie und Witwer. Diese unübliche Verbindung stieß auf große Ablehnung im Familien- und Freundeskreis von Kadambini Basu; der beste Freund ihres Mannes, der Schriftsteller Shivnath Shastri, lehnte es ab, zur Hochzeit zu kommen.
Dwarakanath Ganguly ermutigte seine Frau, Medizin zu studieren. Das Calcutta Medical College lehnte es ab, Kadambini Ganguly aufzunehmen; bis zu diesem Zeitpunkt hatte noch keine indische Frau dort studiert. Erst nachdem das Ehepaar rechtliche Schritte angekündigt hatte, wurde Kambini Ganguly ab 1884 als Studentin zugelassen. 1886 absolvierte sie den Abschluss Graduate of Bengal Medical College (GBMC). Damit war sie neben Anandi Gopal Joshi die erste indische Ärztin, die westliche Medizin praktizierte.
Am 20. Februar 1888 schrieb Florence Nightingale über Ganguly an einen Freund:

„Wissen Sie etwas über Frau Ganguly oder können Sie mir einen Rat geben? Sie hat bereits die so genannte erste Lizenziatsprüfung in Medizin und Chirurgie bestanden und wird im kommenden März zur Abschlussprüfung antreten. Diese junge Dame, Mrs. Ganguly, hat geheiratet, nachdem sie sich entschlossen hatte, Ärztin zu werden, und hat seitdem ein, wenn nicht sogar zwei Kinder bekommen. Aber sie war wegen der Niederkunft nur 13 Tage abwesend, und hat, glaube ich, keine einzige Vorlesung verpasst!“

Im Jahr 1893 reiste Kadambini Ganguly nach Edinburgh, um an der dortigen Universität weitere Prüfungen abzulegen. Ausschlaggebend für diesen Schritt war, dass sie bei der Arbeit im Lady Dufferin Hospital in Kalkutta von Kollegen abschätzig behandelt worden war. Diese Reise war ihr möglich, weil sie die volle Unterstützung ihres Mannes hatte; ihre Schwester betreute derzeit ihre Kinder. Im selben Jahr erwarb sie Diplome des Royal College of Physicians (LRCP) in Edinburgh sowie in Glasgow (LRCS) und Dublin.
Nach ihrer Rückkehr aus Großbritannien praktizierte Ganguly erneut im Lady Dufferin Hospital, bis sie eine Privatpraxis eröffnete. Ein Redakteur der Zeitschrift Bangabasi, Maheschandra Pal, bezeichnete sie in einem Artikel als „Hure“, da sie für Patientenbesuche auch nachts das Haus verlassen musste. Dwarakanath Ganguly zeigte Pal an, und der Journalist wurde zu sechs Monaten Haft und der Zahlung von 100 Rupien Entschädigung verurteilt. Bei Patientenbesuchen wurde Kadambini Ganguly oftmals wie eine Dienstbotin behandelt, und es wurde erwartet, dass sie anschließend putzte. Dies änderte sich, nachdem sie 1895/96 die Königinmutter von Nepal erfolgreich behandelt und einen von männlichen Ärzten diagnostizierten Tumor als Schwangerschaft erkannt hatte. Zusätzlich zu ihrem Beruf und ihren Aktivitäten bekam sie fünf Kinder und betreute mehrere Stiefkinder.
Ganguly engagierte sich in mehreren sozialen Bewegungen. Sie war Mitglied der ersten weiblichen Abordnung im Indischen Nationalkongress bei dessen fünfter Sitzung. Im Zuge der Teilung Bengalens durch die Briten im Jahr 1905 organisierte sie aus Protest gegen diese Entscheidung eine Frauenkonferenz in Kalkutta und fungierte 1908 als deren Präsidentin. Im Jahr 1908 leitete sie eine Versammlung in Kalkutta, die ihre Solidarität mit den indischen Arbeitern im südafrikanischen Transvaal ausdrückte, die die gewaltlose Grundhaltung Satyagraha praktizierten. Sie gründete einen Verein, der Geld sammelte, um die Arbeiter zu unterstützen. 1914 leitete sie die Versammlung des Sadharan Brahmo Samaj, die in Kalkutta zu Ehren Gandhis während dessen Besuchs in Kalkutta stattfand. Sie setzte sich für die Rechte der Bergarbeiterinnen in Bihar und der Arbeiterinnen auf den Teeplantagen in Assam ein. 1915 sprach sich Kadambini öffentlich gegen die Entscheidung des Calcutta Medical College aus, keine weiblichen Studentinnen zuzulassen, was dazu führte, dass das College diese Entscheidung zurücknahm.
Im Jahr vor ihrem Tod war Ganguly gemeinsam mit der bengalischen Dichterin Kamini Roy für ein Regierungskomitee tätig, das sich über die Bedingungen der Bergarbeiterinnen in der Provinz Bihar und Orissa informierte. Sie war gesundheitlich geschwächt, praktizierte aber weiterhin als Ärztin. Kadambini Ganguly starb am 3. Oktober 1923 im Alter von 61 Jahren, kurz nachdem sie eine schwierige Operation durchgeführt hatte.

## Populäre Rezeption
Die bengalische Fernsehserie Prothoma Kadambini, die auf ihrer Biografie basiert, wurde ab März 2020 auf dem Fernsehsender Star Jalsha ausgestrahlt.